# Casa do Estudante (São Paulo)
Na cidade de São Paulo, a Casa do Estudante é um imóvel inaugurado no ano de 1948 para abrigar os estudantes universitários de baixa renda da Faculdade de Direito da USP. O imóvel se localiza na avenida São João, 2044 - região central de São Paulo. No ano de 2019, sofrendo com diversos problemas de estrutura, o imóvel passou por uma reforma ao custo de R$ 3 milhões, que adveio do saque do fundo de investimento do Centro Acadêmico XI de Agosto que tinha à época R$ 11 milhões. O saque foi aprovado em assembleia que reuniu mais de mil alunos da São Francisco,  

## História
Em 1937, os diretores do C.A. XI de Agosto constataram que era necessário auxiliar os alunos pobres da Fac. de Direito do Largo de São Francisco a viver em São Paulo. Assim, o XI de Agosto idealizou o projeto da Casa do Estudante e lançou a sua pedra fundamental.  Durante os anos seguintes, o XI conseguiu a doação de um terreno com a Prefeitura de São Paulo e iniciou a arrecadação de recursos para levantar o prédio. Foram adotados diversas formas de arrecadação, tais como: caravanas artísticas (apresentadas até mesmo no exterior), doações de governos, realização de bailes e a publicação de livros, além de acordo de empréstimo com a Faculdade. 
Em 1948, após 11 anos de construção, a Casa do Estudante foi finalmente inaugurada, entregando o primeiro edifício do tipo em todo o Brasil. Durante esse período, o edifício sofreu com o processo de deterioração da região central de São Paulo e com o consequente abandono do apoio dos estudantes e da Faculdade. É como consequência desse período que o prédio chegou a atual situação que se encontra. 
No ano de 2016, com a entrada de uma nova geração de estudantes provenientes das cotas, os novos moradores se movimentaram para garantir conquistas acerca da permanência estudantil. Até aquele ano o edifício recebia apenas R$ 4.000,00 do Centro Acadêmico para realizar a sua manutenção, valor insuficiente para pagar as contas ordinárias e extraordinárias do edifício. Com a mobilização dos moradores, o repasse de recursos mudou girando em torno de R$14.000,00 mensais, mudando a realidade financeira do prédio.
Em 2018, com esse pequeno aporte, a Casa do Estudante iniciou o projeto de reforma do edifício, contratando um projeto profissional de arquitetura, além de ter executado um processo de financiamento coletivo para a reforma, que arrecadou recursos e trouxe visibilidade para o projeto. Neste momento foi conquistado o apoio institucional da Faculdade de Direito à reforma. Após uma mobilização histórica dos estudantes, na qual todos os grupos estudantis se uniram para apoiar a reforma da Casa do Estudante, foi aprovado um saque milionário no fundo de investimentos do XI de Agosto, para com ele financiar o início da obra. Foram mais de 1300 estudantes dizendo “Sim! Por uma Nova Casa”

## A Casa do Estudante atualmente
O dinheiro do saque não foi suficiente para completar a reforma e hoje, 2023, pós reformas, a Casa do Estudante possui apenas 7 (sete) dos 10 (dez) andares reformados.  

## Moradores notáveis
Antigamente, a casa do estudante não tinha o caráter social de hoje e era um local de moradia para alunos advindos do interior de São Paulo, em sua grande maioria composta por filhos de latifundiários, fazendeiros, entre outros. Foi durante a época de 1959 a 1964 que Michel Temer em seu quarto de número 82 na Casa do Estudante passou a sua graduação . Além de Temer, passaram pela Casa do Estudante o professor Vinicius Marques, Homar Cais, Desembargador Federal que presidiu o Tribunal Regional Federal da 3.a Região de 1991 a 1993, o advogado criminalista Ralph Tórtima, o advogado e procurador Luiz Chinaglia, a Co-deputada Letícia Chagas que foi a primeira presidente negra do centro acadêmico.

## Lista dos Diretores da Casa do Estudante
A Casa do Estudante é regida pela Associação de Moradores da Casa do Estudante da São Francisco, que prevê em seu estatuto a ocupação de funções diretivas por parte de seus moradores. Muitos dos diretores dedicaram parte da sua graduação para um melhor funcionamento e manutenção da Casa do Estudante. 
Esta lista reúne o nome dos Diretores que se dedicaram à casa do estudante em sua totalidade, em ordem decrescente dos anos:
| Ano  | Diretor(a) Presidente                    | Diretor(a) Secretário         | Diretor(a) Tesoureiro              | Diretor(a) Conselheiro                                |
| ---- | ---------------------------------------- | ----------------------------- | ---------------------------------- | ----------------------------------------------------- |
| 2025 | Anne Élise Berteli Spindola              | Heloísa Guimarães de Sousa    | Lucas Vinícius Santos Oliveira     | Não há                                                |
| 2024 | Augusta Nobre Vieira da Silva            | Paulo Henrique Jesus          | Felipe de Aquino                   | Vitor dos Santos Araújo Grazi Charleaux               |
| 2023 | Samidy Reis Ribeiro                      | Renunciou                     | Daniele Salomão                    | Renunciou                                             |
| 2022 | Lara Tamyres Pereira de Souza dos Santos | Sergio Murilo de Souza        | Ilvania Barboza de Souza           | Guilherme Ataide da Silva Santos Artur Coelho Feitosa |
| 2021 | Lara Tamyres Pereira de Sousa dos Santos | Priscila Santos de Souza      | Artur Coelho Feitosa               | Desconhecido                                          |
| 2020 | Cícero Italo Rodrigues Araújo            | Jhenifer Jaqueline de Andrade | Édesio Antônio Ferreira dos Santos | Desconhecido                                          |

## Características
A casa é de propriedade do Centro Acadêmico XI de Agosto e regida pela Associação dos Moradores da Casa do Estudante. Atualmente, comporta 72 pessoas, selecionadas a partir de critérios de renda e de vulnerabilidade social.